# 中国人民解放军第六十二军
中国人民解放军第六十二军是1949年由华北军区第十五纵队改称。

## 历史
1948年8月15日，鉴于运城、临汾均已解放，太岳军区机关及下属军分区部队组建华北野战军第十五纵队，隶属于徐向前的华北第一兵团：
- 司令员刘忠
- 政委袁子钦
- 副司令员方升普
- 参谋长熊奎
- 政治部副主任高德西
- 第43旅：由太岳一分区改编。旅长林彬，政委梁文英，副旅长苏鲁。
- 第44旅，由太岳二分区改编，旅长涂则生，政委李培信（1948年牺牲）。
- 第45旅，由太岳四分区改编，旅长蒲大义，政委车敏瞧。

该纵队参加了晋中战役。在太原战役中，圆满完成攻坚再固守淖马阵地任务，荣获华北第一兵团“能攻又能守、天下无敌手”的通令表扬，战役中共毙伤5934名、俘太原绥靖公署副主任兼第15兵团司令官孙楚、太原守备司令兼第10兵团司令官王靖国以下10837（含投诚513名）名，缴获各种炮897门、各种枪5558支（挺）。
1949年3月1日，第十五纵队改编为中国人民解放军第六十二军，隶属解放军第十八兵团：
- 军长刘忠
- 政委袁子钦
- 副军长方升普
- 参谋长熊奎
- 政治部主任高德西
- 供给部部长刘忍
- 卫生部长欧阳奕，政委孙传学，副部长郑执德
- 保卫部部长毛桐

1952年7月，第六十二军番号撤销。